# غوتييه مفومبي
غوتييه مفومبي (مواليد 15 مايو 1994) هو لاعب كرة اليد كونغولي.